# Lütringhausen
Lütringhausen ist ein Ortsteil der Kreisstadt Olpe. Der Ort hat 782 Einwohner.

## Geographie
Das Dorf Lütringhausen liegt im Sauerland, am südlichen Rand des Naturparks Ebbegebirge und unweit des Biggesees. Lütringhausen ist Teil einer ausgedehnten wasser- und waldreichen Mittelgebirgslandschaft. Die Ortsbebauung findet sich in einer Höhenlage von 330 – 400 m ü. NHN zwischen den Bergen Lindenhardt (im Nordwesten), Hardt (im Nordosten) und Rhonard (im Süden), die bis zu 526 m ü. NHN hoch sind. Durch die Talaue fließt die Olpe von Ost nach West. Im Westen ist die Kreisstadt Olpe an das Dorf Lütringhausen herangewachsen.
Durch Lütringhausen führt die B 54, die mit der angrenzenden Industriebebauung das Dorf optisch in zwei Teile gliedert:
- Nördlich der B 54 liegt der wesentlich ältere Teil Lütringhausens, in Form eines Haufendorfes. Hier steht auf einer Anhöhe seit 1890 die Kapelle Maria vom guten Rat.
- Der südlich der B 54 liegende Hang des Rhonard wurde erst ab ca. 1900 bebaut.

## Geschichte
Bereits im Jahre 1360 wird Lütringhausen urkundlich erwähnt. In vier Urkunden aus dem Jahre 1360 verkauft Hannemann von Lüterinchusen mit seiner Frau Bele Anteile und Rechte am Gute Rosendayl an das Kloster Drolshagen.
Der Ortsname wurde aus einem Personennamen und -inghausen gebildet und bedeutet demnach „Siedlung der Leute Liutards/Luters/Lothars“. Diese Bildung sie findet sich auch bei den Nachbarorten Rehringhausen, Rüblinghausen, Thieringhausen.
Lütringhausen war schon früh ein „Industriedorf“. Im Jahre 1612 ist eines Stahlhammes mit 3 Herden erwähnt. Die Berufe der Männer im Jahr 1775 zeigen das deutlich. Von 23 Männern waren 4 Bergmänner, 7 Breitschmiede oder hatten mit einem Breithammer zu tun, 5 Tagelöhner und Knechte, 3 Stückschmiede, 1 Stahlschmied, 1 Kupferschmelzer, 1 Fuhrmann, 1 Zimmermann und 1 Viehhirt.
1834 erwarb Peter Josef Ruegenberg aus Olpe den Hammer. 2 Große Wasserräder trieben ein Gebläse an. Es gab dort 5 Riemen-Fallhämmer, 1915 ist ein Elektromotor nachweisbar. Im Hammerwerk wurden u. a. Kugeln für Gesteinsmühlen hergestellt, später u. a. Flansche in Gesenkhämmern. Am 1. Januar 1930 wurde das Hammerwerk an das Stahlwerk Hoesch AG Dortmund angegliedert. Heute heißt der Betrieb „ThyssenKrupp Federn und Stabilisatoren GmbH“ und liefert Komponenten für die Fahrwerktechnik von Automobilen.

## Persönlichkeiten
- Franz Hochstein (1928–2022), römisch-katholischer Geistlicher, in Lütringhausen geboren